# Rita, la figlia americana
Pour plus de détails, voir Fiche technique et Distribution.
Rita, la figlia americana est un musicarello italien de Piero Vivarelli sorti en 1964.

## Synopsis
Le professeur Serafino Benvenuti est un riche industriel, non pas grâce à ses propres mérites, mais parce qu'il a hérité d'une usine de pâtes florissante. Il aime aussi la musique classique et se vante d'être un excellent chef d'orchestre possédant un curriculum vitæ sans faille, alors qu'il n'a dirigé dans le passé que la fanfare de Torre Annunziata. Il est suivi, dans ses folies, par son majordome Orazio.
Le professeur décide d'adopter une orpheline chilienne, Rita D'Angelo, maintenant adolescente, pour laquelle il rêve d'une carrière de pianiste classique. Rita, cependant, aime et chante la musique pop et, en général, les nouvelles tendances musicales de l'époque, ce qui ne plaît pas à son père adoptif.
En fait, Rita se lie d'amitié avec un groupe de garçons yéyés qui jouent et dansent précisément de la pop, du beat et du rock 'n' roll dans une boîte de nuit située en face de la maison, le Tomato club, dirigé par le jeune Fabrizio, et où se produit le groupe britannique The Rokes.
Rita tombe amoureuse de Fabrizio, mais Greta, la gouvernante allemande engagée par le professeur, tient à distance l'intempérance de la jeune fille. Le professeur, quant à lui, achète l'immeuble du Tomato Club afin d'en expulser les jeunes rockeurs. Cependant, le professeur finit par s'adoucir au point d'accepter les nouvelles tendances musicales.

## Fiche technique
- Titre italien : Rita, la figlia americana[1]
- Réalisation : Piero Vivarelli
- Scénario : Ugo Moretti, Bruno Corbucci, Luciano Gregoretti, Tito Carpi, Ugo Gregoretti (dialogues), Giovanni Grimaldi (dialogues), Piero Vivarelli
- Photographie : Emanuele Di Cola
- Montage : Enzo Micarelli, Leda Bellini
- Musique : Guido Cenciarelli, David Norman Shapiro (it)
- Décors : Giuseppe Bassan
- Costumes : Marinella Giorgi
- Production : Giancarlo Marchetti, Fabrizio Capucci (it)
- Sociétés de production : CMV Produzione Cinematografica
- Pays de production :  Italie
- Langue originale : italien
- Format : Noir et blanc - 2,35:1 - Son mono - 35 mm
- Durée : 91 minutes
- Genre : Musicarello
- Date de sortie : 
  - Italie : 4 décembre 1965

## Distribution
- Totò : maestro Serafino Benvenuti
- Rita Pavone : Rita Benvenuti
- Fabrizio Capucci : Fabrizio Carli
- Lina Volonghi : Greta Wagner
- Umberto D'Orsi : Orazio
- The Rokes : groupe de rock
- Nino Fuscagni : jeune homme au concert
- Veronica (actrice) : Diana
- Nino Nini : huissier de justice
- David Norman Shapiro (it) : lui-même
- Mike Shepstone : lui-même